# Vouna
Vouna ist eine 2010 gegründete Atmospheric-Doom- und Blackgaze-Band.

## Geschichte
Vouna wurde als Soloprojekt von der mit Eigenlicht, Vradiazei und Sadhaka bekannt gewordenen Multiinstrumentalistin und Sängerin Yianna Bekris 2010 gegründet. Sie investierte allerdings erst 2016, während sich Freiräume in ihren anderen Projekten auftaten verstärkt Zeit in Vouna. In dieser Phase fragte Nathan Weaver von Wolves in the Throne Room Bekris nach aktuellen Projekten, woraufhin diese ihm unveröffentlichte Demostücke zukommen ließ. Weaver, der das eng an Wolves in the Throne Room gebundene Studio Owl Lodge und das Label Artemisia Records unterhält, reagierte mit einer Einladung, das Album im Studio Owl Lodge einzuspielen. Nach den Aufnahmen im Herbst 2017 bot er Bekris, die das Album wie das 2018 veröffentlichte limitierte Demoband Demo MXVIII, ursprünglich im Selbstverlag herausgeben wollte, die Veröffentlichung über Artemisia Records an. Das im November 2018 erschienene selbstbetitelte Debütalbum wurde international positiv als vielseitig, eigenwillig und stimmungsvoll aufgenommen.

„Wer die Langsamkeit liebt und melancholischer Musik nicht abgeneigt ist, findet mit ‚Vouna‘ den tiefgreifenden Beginn des Spätherbstes. Ein Album voller süßer Schwere und Tiefe, welches wie für die dunkle Jahreszeit gemacht zu sein scheint.“

Mittels längerer internationaler Tourtätigkeiten, für die Bekris eine Gruppe Musiker als Live-Besetzung zusammenstellte, bewarb Vouna das Debüt. Für die Veröffentlichung des zweiten Albums Atropos im Juni 2021 schloss Bekris einen Vertrag mit Profound Lore Records. An den Aufnahmen beteiligten sich ein Teil der Live-Besetzung sowie erneut Nathan Weaver. Dennoch behielt Bekris bei, Vouna als Soloprojekt zu führen.

## Stil
Bekris Projekte zählen zu dem im regionalen und ideologischen Umfeld von Wolves in the Throne Room entstandenen spirituell und ökologisch interessierten Post-Black-Metal- beziehungsweise Blackgaze-Szene, die als Cascadian Black Metal zusammengefasst wird. Anlehnend an die Bezeichnung wurde Vouna als Cascadian Funeral Doom tituliert, zugleich jedoch vom Funeral Doom abgegrenzt. Eher sei Vouna damit befasst, sich Einflüsse aus dem Funeral Doom und weiteren Stilen für einen eigenständigen Stil nutzbar zu machen. So nutze die Musik den „Spirit“ des Death Doom, Gothic Metal und Funeral Doom analog zu der Nutzung der musikalischen Ideen des Black Metal durch Wolves in the Throne Room. Als Einflüsse benennt Bekris Evoken, Skepticism, My Dying Bride und Paradise Lost, sowie roh produzierten Black Metal und griechische Popmusik.

„Das Projekt legt seinen Augenmerk auf Atmosphäre und Tiefe, agiert allerdings in Sachen Breite, Präsentation und Produktion eher bescheiden. Auch der zurückhaltende Gesang von Yianna Bekris unterstreicht diese These.“

Entsprechend den diversen Einflüssen und dem ausgeprägten Crossover-Aspekt der Musik beschreibe Funeral Doom „die eigenwillige Musik nur halbgut, denn die zusätzlichen Elemente mit flächigen Synth-Strukturen in bester Neunziger-Manier und geradezu folkige Elemente mit melancholischen Flötenklängen“ seien in der dargebrachten Variante kaum mit der „betont finsteren Spielart“ kompatibel. Derweil ordne sich die Musik dennoch dem weiten Spektrum des Doom Metal unter, „denn gepflegte Langsamkeit, raumgreifende Melancholie und drückende Schwere“ werden als wesentlich für die Musik von Vouna wahrgenommen. Joachim Hiller beschrieb die Musik für das Ox als „die perfekte Mischung aus eben WITTR und Anna von Hausswolff“, diese sei im Ergebnis „[s]ehr doom, sehr black, sehr ‚ethereal‘“. Der Bezug zum Ethereal wird insbesondere über Bekris klaren Gesang hergestellt. Weitere Vergleiche werden zu Agalloch, My Dying Bride, Katatonia, Thergothon und Skepticism gezogen.

„The tempo and ragged synths are funeral doom, the melancholy tremolo and occasional blasting are black metal, the acoustic accompaniments are neofolk, and the vocals and song structures are a bit shoegaze.“

„Das Tempo und die zerfasernden Synthesizer sind Funeral Doom, das melancholische Tremoloriffing und gelegentliche Blastbeats sind Black Metal, die akustischen Begleitungen sind Neofolk und der Gesang sowie die Songstrukturen sind ein bisschen Shoegazing.“

## Diskografie
- 2018: Demo MMXVIII (Demo, Selbstverlag)
- 2018: Vouna (Album, Artemisia Records)
- 2021: Atropos (Album, Profound Lore)